# Rete tranviaria di Lione
La rete tranviaria di Lione (in francese Tramway de Lyon) è formata da sette linee. Le prime due sono state aperte nel 2001.
Le prime tre linee formano un percorso di 39,6 km e trasportano ogni giorno 130.800 passeggeri cioè il 10 % dei passeggeri trasportati (50 % per la metropolitana).
I tram utilizzati sono gli Alstom Citadis.

## La vecchia rete (1879 - 1957)

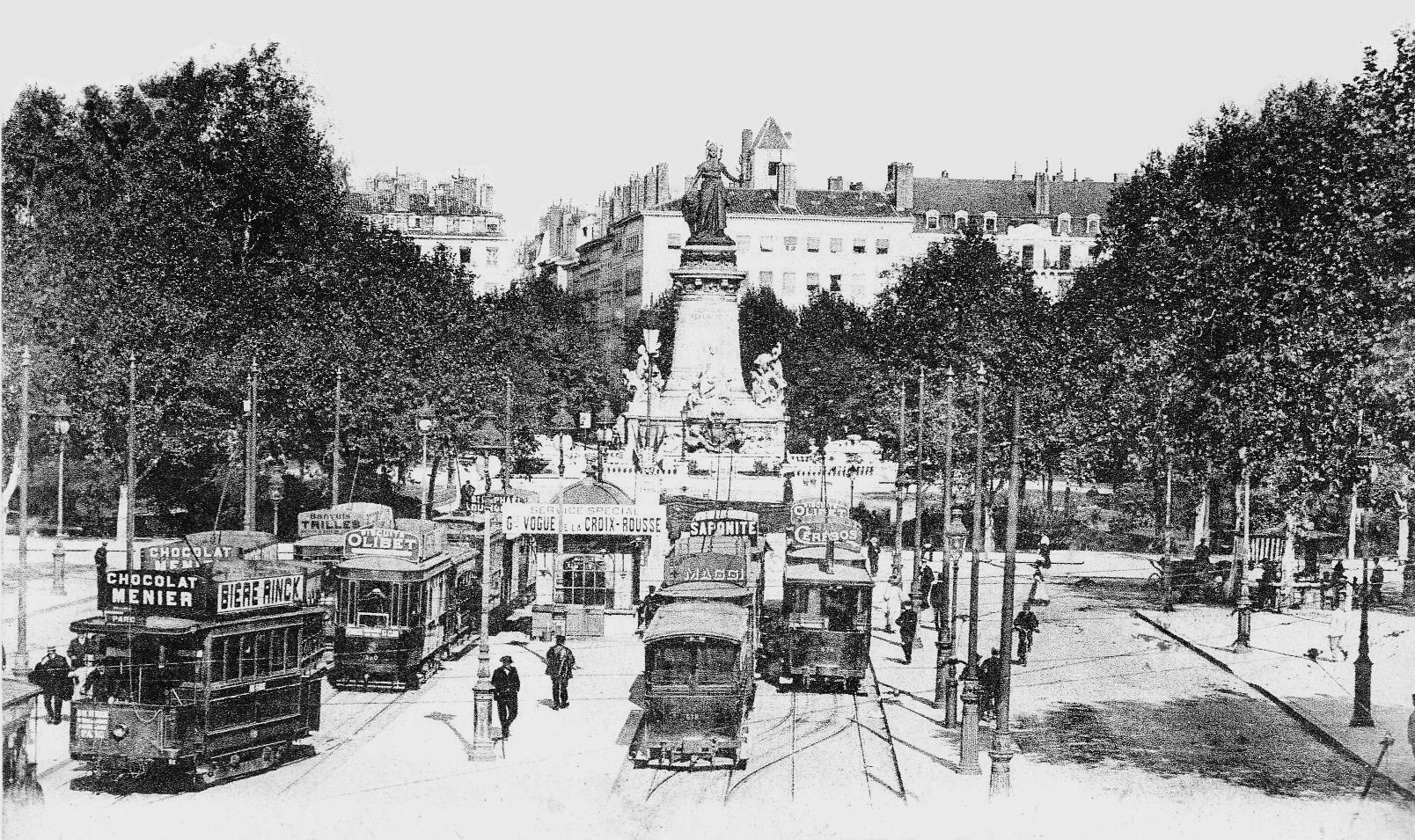
La piazza Carnot all'inizio del XX secolo: la stazione del tram

### La rete originaria OTL

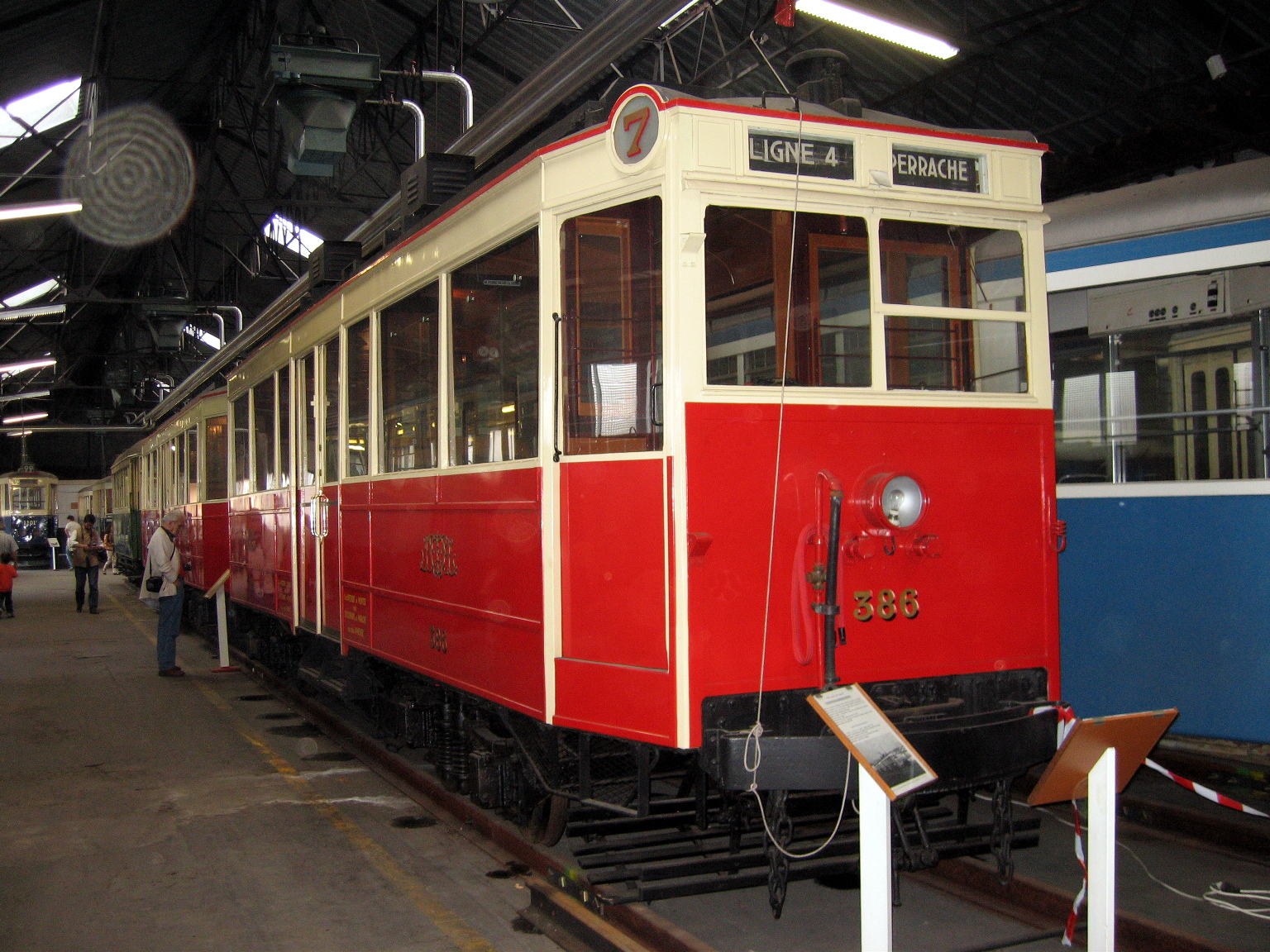
Tram storico linea 4 al AMTUIR

La prima rete tranviaria di Lione fu costruita e gestita dalla Compagnie des Omnibus et tramways de Lyon (OTL) fondata nel 1879. Il percorso complessivo era di 43,653 km, su 10 linee a scartamento normale e a trazione animale, nei comuni di Lione, Villeurbanne, La Mulatière e Oullins:
- 1: Bellecour - Monplaisir per il Pont e la Grande Rue de la Guillotière
- 2: Bellecour - Montchat
- 3: Cordeliers - Villeurbanne
- 4: Parc de la Tête d'Or - La Mouche (attuale place Jean Macé), prolungata a Perrache
- 5: Bellecour - Pont d'Écully per il Pont du Change
- 6: Terreaux - Gare de Vaise per il Quai Saint-Vincent
- 7: Perrache - Brotteaux per il Pont Morand
- 8: Pont Morand - Saint-Clair
- 9: Bellecour - Saint-Paul per il Pont Tilsitt (attuale Pont Bonaparte)
- 10: Bellecour - Oullins.

La prima linea in funzione fu la 5, dalla Place Bellecour a Vaise, messa in servizio l'11 ottobre 1880. Circolava lungo la Saona in concorrenza con i battelli-omnibus. Gli itinerari delle linee 1 e 7 corrispondono approssimativamente alle attuali linee D e A della metropolitana di Lione.
La rete si estese regolarmente, tanto quella di OTL che delle concorrenti, poi assorbite dalla prima tra 1894 e 1914.

### Le estensioni OTL

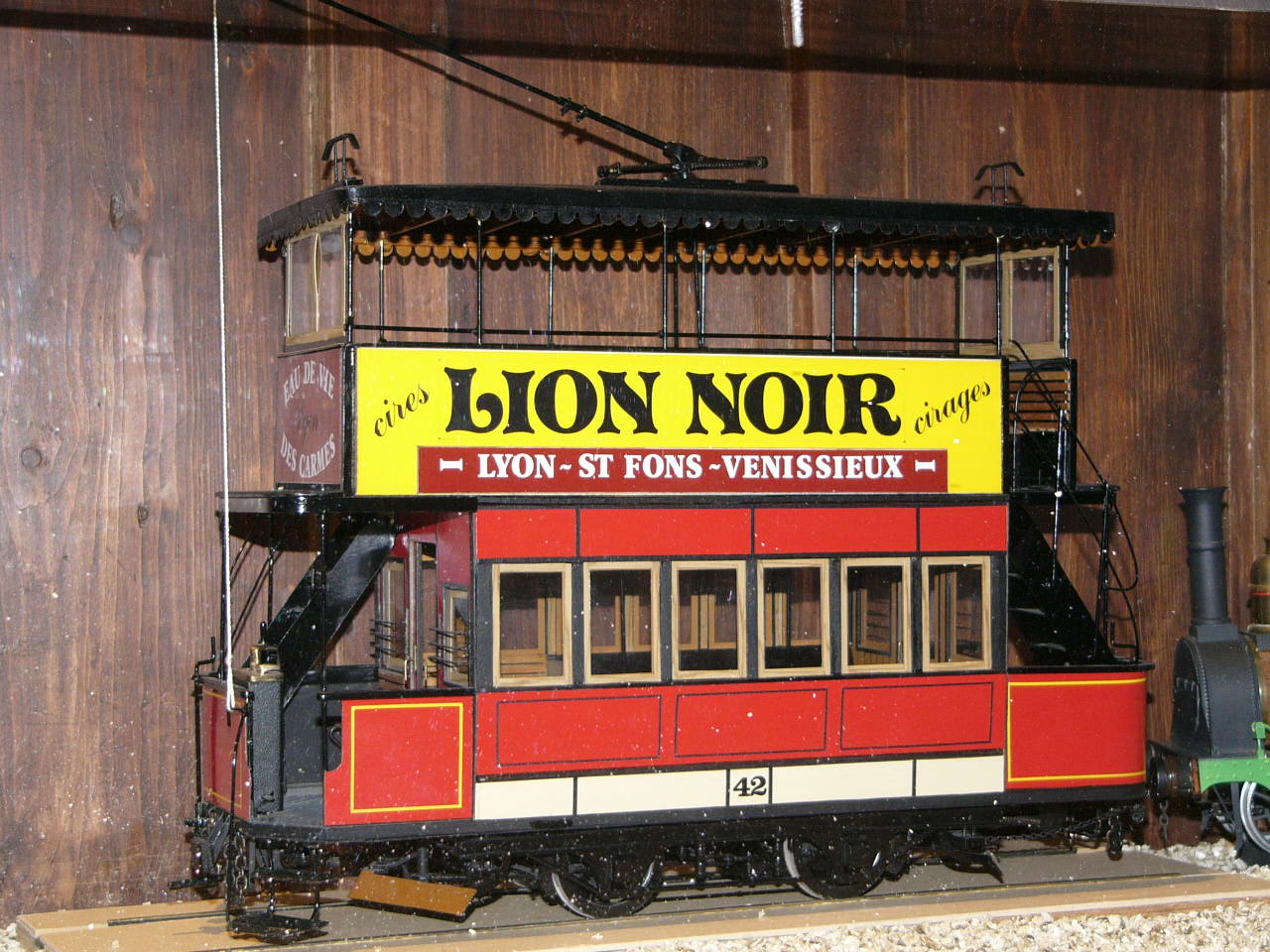
Modellino di un tram della linea 12

- 11: Bellecour - Bon-Coin (Villeurbanne)
- 12: Bellecour - Saint-Fons, prolungata a Vénissieux
- 13: Cours Bayard (a sud di Perrache) - Place Commandant Arnaud (a la Croix-Rousse)
- 14: Pont d'Oullins - Chaponost
- 15: Charité - Pierre-Bénite
- 16: Bellecour - Meyzieu
- 17: Tolozan - Miribel
- 18: Gare Saint-Paul - La Mouche, prolungata a Gerland
- 28: Cordeliers - Brotteaux
- 31: Pont-Mouton - Saint-Rambert-l'Île-Barbe
- 32: Charité - Vitriolerie.

### La Société du Tramway d'Écully
Linee a scartamento normale verso nord-ovest. Assorbita dall'OTL nel 1894.
- 19: Pont-Mouton - Écully
- 20: Pont-Mouton - Saint-Cyr-au-Mont-d'Or
- 21: Pont-Mouton - Champagne-au-Mont-d'Or
- 22: Pont-Mouton - Saint-Didier-au-Mont-d'Or.

### La Société du Tramway de Sainte Foy(-lès-Lyon) (TSF)
Linea a scartamento ridotto 0,75 m e a trazione elettrica verso ovest. Prima linea a trazione elettrica dell'agglomerato urbano venne costruita nel 1893. Venne assorbita dalla FOL nel 1898. Tensione di alimentazione 320 Volt. Rotabili: 3 automotrici di costruzione Averly (per parte meccanica e telaio) e Guillemet (per la cassa).
- Percorso: Saint-Just (terminale della funicolare) - Chiesa di Sainte Foy-lès-Lyon

### La Compagnie Lyonnaise des Tramways (CLT)
Linea a scartamento metrico e a trazione a vapore sulla riva sinistra del Rodano. Diviene la "Nouvelle Compagnie Lyonnaise des Tramways" (NLT) nel 1902, dopo si fonde con l'OTL nel 1906.
- 23: Pont Lafayette - Cimetière de la Guillotière, prolungata fino a Monplaisir-la-Plaine. Il prolungamento della linea, elettrificata fino a Saint-Priest porterà il numero 34, dal 1925 al 1935.
- 24: Pont Lafayette - Asile de Bron
- 25: Cordeliers - Montchat
- 26: Rue Casimier-Périer - Parc de la Tête d'Or
- 27: Cordeliers - Croix-Luizet.

### La Compagnie du Fourvière Ouest Lyonnais (FOL)
Funicolari di Fourvière e di Saint-Just e tranvie del settore ovest. Assorbita dall'OTL nel 1910.
- 29: Saint-Just - Sainte-Foy-lès-Lyon dopo Pont Tilsitt - Sainte-Foy-lès-Lyon
- 30: Saint-Just - Francheville dopo Pont Tilsitt - Francheville
- Linea de Lyon Saint-Just verso Vaugneray o Mornant

### La Compagnie du Tramway de Caluire (CTC)
Assorbita dall'OTL nel 1914. Costruita in origine a scartamento metrico, è trasformata a scartamento normale nel 1925.
- 33: Croix-Rousse - Caluire.

### La Compagnie du Tramway de Lyon à Neuville (TLN)
Le sue prime tratte a vapore vennero aperte dal 1889 da Lione a Fontaines-sur-Saône dopo, a partire dal 1891 fino a Neuville-sur-Saône. Assorbita dalla OTL nel 1925, la linea unica venne sostituita dal 1932 da una tranvia elettrica à voie étroite che venne soprannominata «il Train bleu » della Val de Saône».

### Evoluzione della rete
La prima linea di tram a vapore, che portava il numero 12, collegava Lione a Vénissieux nel 1888. La rete venne elettrificata fra il 1893 ed il 1899. Si estese nella banlieue fino al 1914. La rete fu allora al suo apogeo: servizio di qualità, tariffe basse, utilizzazione elevata e alta redditività per gli azionisti. L'inflazione che seguì la prima guerra mondiale fece perdere alla rete il suo carattere di redditività. Le rotaie e il materiale rotabile non furono più modernizzati. A partire dagli anni trenta, i tram furono progressivamente rimpiazzati dai filobus poi dagli autobus. Una modernizzazione, con alcuni tratti sotterranei al centro della città, progettata negli anni quaranta fu rapidamente abbandonata. L'ultimo tram urbano circolò sulla linea 4 nel 1956 e l'ultimo tram suburbano, il Train bleu di Neuville-sur-Saône, fu soppresso nel 1957.

## Hippocampe: progetto rifiutato
Hippocampe è un progetto di tranvia sviluppato durante il mandato di Michel Noir nel 1990, che tuttavia sarà abbandonato. Tale progetto avrebbe il significato di una resurrezione del sistema tranviario di Lione come integrazione e complemento del sistema Metrò.

## Rete attuale, dal 2001

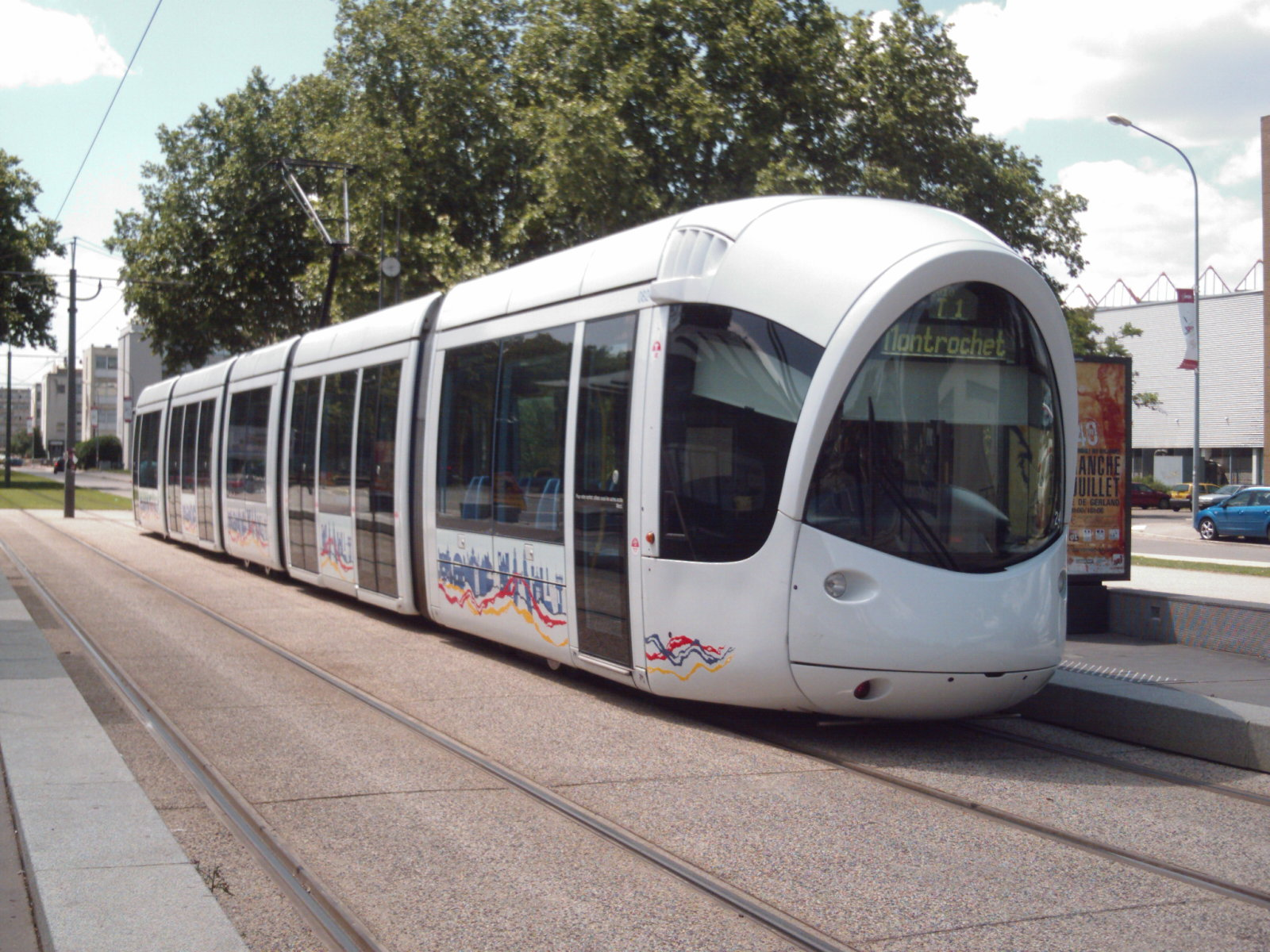

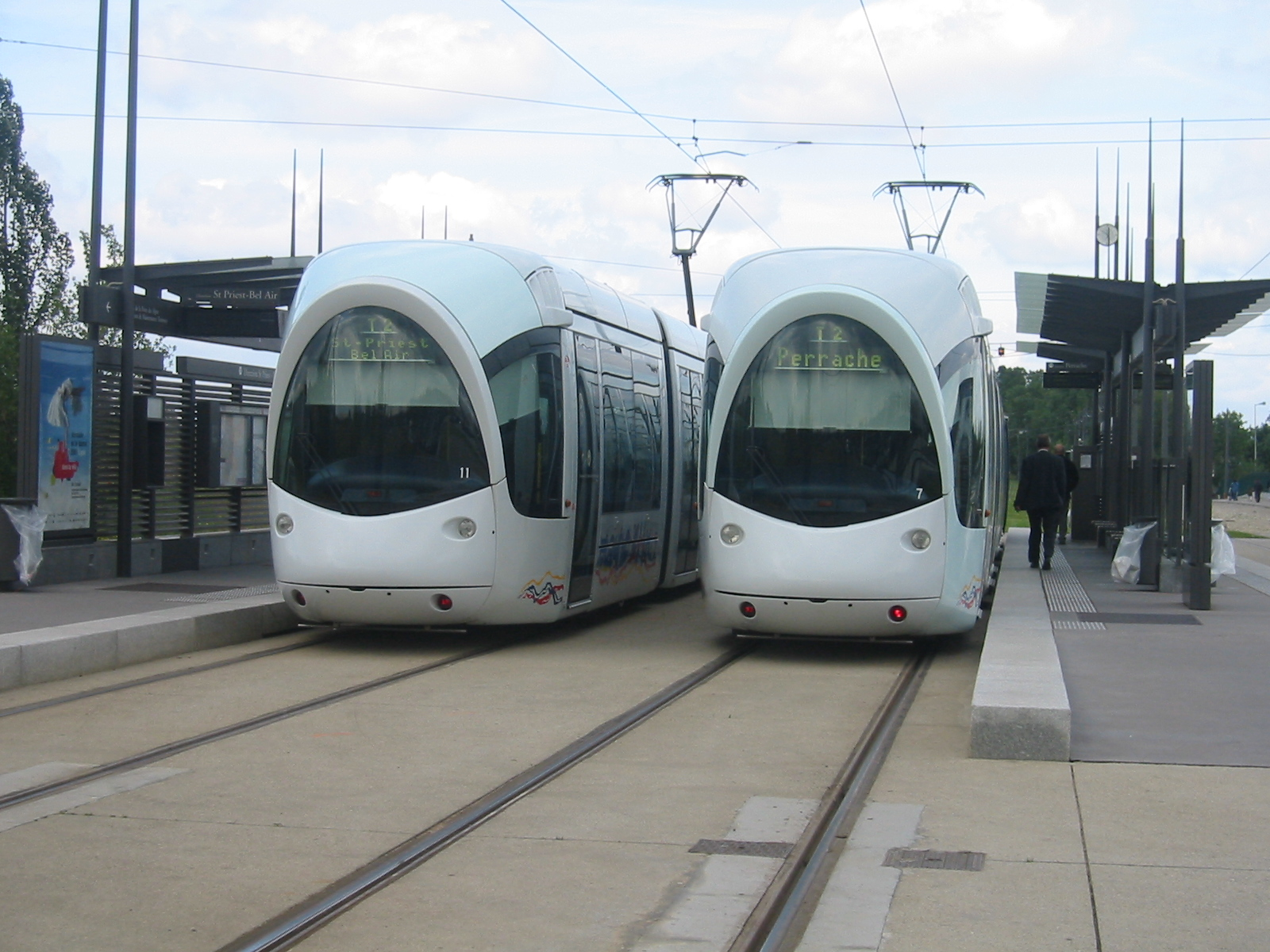

Dopo 40 anni di crisi dei trasporti pubblici, con l'unica eccezione rappresentata dalla creazione della metropolitana, la decisione di creare una nuova rete tranviaria arrivò nel 1996, come complemento della rete sotterranea esistente. Vennero messe in servizio due linee il 2 gennaio 2001. Oggi esistono 7 linee e una linea che collega Lione all'aeroporto Saint-Exupéry.

### Linea T1
Aperta nel 2001, la linea serve 27 stazioni su 11,7 km tra Debourg ed il campus universitario de la Doua (IUT Feyssine) e trasporta 93.000 passeggeri al giorno. Il tratto iniziale da Perrache a la Doua è stato prolungato di tre stazioni verso sud fino a Montrochet nel 15 settembre 2005, poi fino a Debourg (intersezione con la linea B della metropolitana e la linea T6) nel 2014. Il tratto fra Perrache e Hôtel de Région-Montrochet è comune con la linea T2.

### Linea T2
Aperta nel 2001, il tratto fra Perrache e Porte des Alpes è stato prolungato il 27 ottobre 2003 fino a Saint-Priest Bel Air. Il 24 marzo 2021, il nuovo tratto fra Perrache e Hôtel de Région-Montrochet è messo in servizio. La linea serve 32 stazioni su 16,1 km tra Hôtel de Région-Montrochet e Saint-Priest trasportando 87.000 passeggeri al giorno. Il tratto fra Perrache e Hôtel de Région-Montrochet è comune con la linea T1.

### Linea T3
La linea T3, inaugurata il 27 novembre 2006 (progetto LEA), è stata messa in servizio il 4 dicembre 2006 sul tracciato del Chemin de Fer de l'Est Lyonnais (CFEL) tra Lione e la zona industriale di Meyzieu. Nel 2014, una nuova stazione (Meyzieu-Les Panettes) è inaugurata e nel 2025, due nuove stazioni (Meyzieu-Lycée Colonel Beltrame e Décines-Roosevelt) sono create. La linea serve 13 stazioni su 14,6 km tra la stazione di Lione Part-Dieu (intersezione con la linea B della metropolitana, le linee T1 e T4 e la linea Rhônexpress) e Meyzieu.

### Linea T4
La linea 4 del tram è stata inaugurata il 20 aprile 2009. Collega la stazione La Doua-Gaston Berger (intersezione con la linea T1) e la clinica di Feyzin. L'intersezione con la linea T2 è a Jet d'eau - Mendès-France. La linea serve 30 stazioni su 16 km.

### Linea T5
Inaugurata il 17 novembre 2012, collega Grange Blanche (intersezione con la linea D della metropolitana e la linea T2) a Parc du Chêne e Eurexpo. Il progetto della linea T5 si doveva chiamare in origine T2+: in effetti, il percorso tra le stazioni Grange Blanche e Les Alizés è utilizzato da entrambe le linee T2 e T5. Una nuova stazione, Chassieu-ZAC du Chêne, è inaugurata il 27 giugno 2025. La linea serve 12 stazioni su 7 km.

### Linea T6
Inaugurata il 22 novembre 2019, collega Debourg (intersezione con la linea B della metropolitana e la linea T1) a Hôpitaux Est-Pinel. La linea serve 14 stazioni su 6,7 km. E' stato dato il via ai lavori di prolungamento della linea a Nord fino alla stazione La Doua-Gaston Berger (intersezione con le linee T1 e T4) nel 2023. L'apertura del nuovo tratto (5,4 km e 8 nuove stazioni) è prevista nel 2026.

### Linea T7
Inaugurata il 1 febbraio 2021, collega Vaulx-en-Velin-La Soie (intersezione con la linea A della metropolitana, la linea T3 e la linea Rhônexpress) a Décines-OL Vallée, che permette l'accesso al Parc Olympique Lyonnais. Il tratto tra Vaulx-en-Velin-La Soie e Décines-Grand Large è comune con la linea T3. La linea serve 5 stazioni su 6 km.

### Rhônexpress
La linea Rhônexpress, che si chiamava in origine LESLYS (Liaison ExpresS LYon Saint-Exupéry), è stata aperta il 9 agosto 2010 e collega la stazione di Lione-Part-Dieu all'aeroporto di Lione-Saint-Exupéry; è indipendente dalla rete TCL. Il Consiglio generale del Rodano ha concesso l'8 gennaio 2007 questa linea per 30 anni a un consorzio che include VINCI (28,2 %, capofila), Transdev (28,2 %), Vossloh Infrastructure Service (4,2 %), Cegelec Centre Est (2,8 %) e la Caisse des dépôts et consignations. Il Syndicat des transports pour le Rhône et l'agglomération lyonnaise (SYTRAL) si sostituisce al Consiglio generale del Rodano come autorità concedente nel 2015. Nel 2020, il SYTRAL mette fine al contratto di concessione e nel 2025, RATP Dev gestisce il servizio per conto del SYTRAL.
I 5 convogli Tango sono stati forniti dalla svizzera Stadler. I 23 km della linea sono percorsi in 25 minuti. Rhônexpress conta 4 stazioni:
- Gare Part-Dieu - Villette (coincidenze: Stazione di Lione-Part-Dieu SNCF, Tramway T3, T4). Coincidenze a Gare Part-Dieu - Vivier-Merle: Métro B, Tramway T1, Bus C1 - C2 - C6 - C7 - C9 - C13 - C25 - 25 - 38 - 70)
- Vaulx-en-Velin - La Soie (coincidenze: Métro A, Tramway T3, Bus C8 - C15 - 16 - 28 - 52 - 68 - 82 - Zi3 - Zi4 - Zi5). P+R Métro et Tramway
- Meyzieu - ZI (coincidenze: Tramway T3, Bus 28 - 29 - 32 - 47 - 67 - Zi2). P+R Tramway.
- Gare de Lyon-Saint-Exupéry TGV (Aeroporto di Lione Saint Exupéry).